# MFA Development
El MFA Development (en chino, 澳門發展隊) es un equipo de fútbol de Macao que juega en la Liga de Elite, la primera división de fútbol en el país.

## Historia
Fue fundado en el año 2005 en la capital Taipa y es administrado por la Asociación de Fútbol de Macao con el fin de preparar a sus jugadores de niveles menores, por lo que está compuesto por jugadores menores de 23 años.
Sus 10 primeras temporadas las jugaron en la Liga de Elite hasta que descendió en la temporada 2015 al terminar en último lugar. En 2016 el club gana el título de segunda división y regresa a la Liga de Elite de la cual vuelve a descender tras una temporada.
En 2018 participó en la Liga de Campeones China, la cuarta división de fútbol de China en donde fue eliminado en la segunda ronda. En ese mismo año queda en segundo lugar de la Segunda División de Macao obteniendo el ascenso a la Liga de Elite.

## Palmarés
- Segunda División de Macao: 1

2016